# Hungría en la Copa Mundial de Fútbol

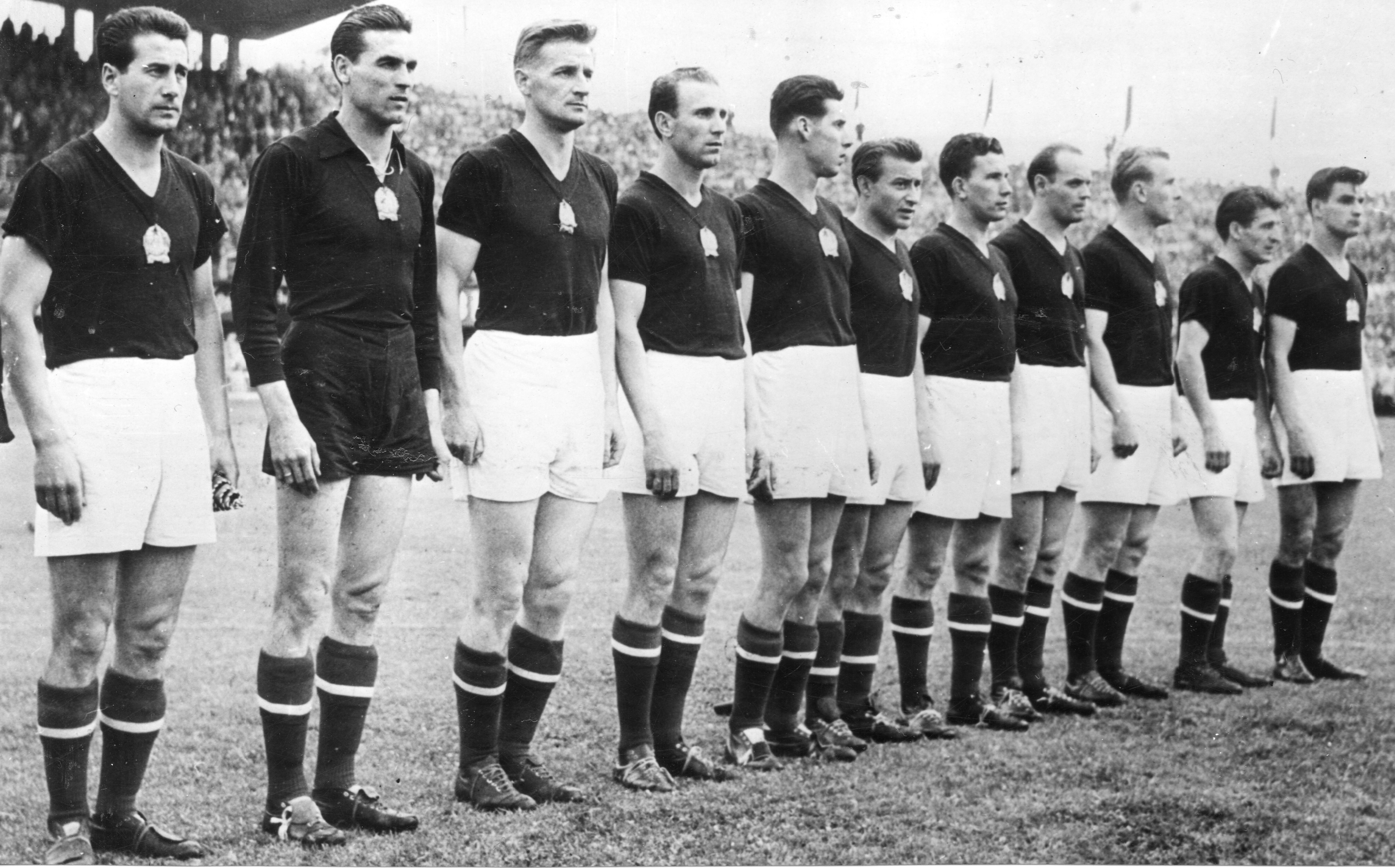
Selección de fútbol de Hungría: Bozsik, Grosics, Lóránt, Hidegkuti, Palotás, Budai II, Zakariás, Buzánszky, Lantos, Czibor, Kocsis, en semifinal del Mundial de Fútbol de 1954, Hungría 4-2 Uruguay, en Lausana, Suiza, el 30 de junio de 1954.

La Selección de fútbol húngara estuvo presente en 9 mundiales de fútbol, su último mundial fue México 86 donde tuvo su peor resultado de 6:0 en contra  la Unión Soviética.

## Historia

### Italia 1934
Hungría llegó hasta los cuartos de final.

### Octavos de final
| 27 de mayo de 1934 | Hungría | 4-2 | Egipto |  |  |

### Cuartos de final
| 31 de mayo de 1934 | Austria | 2-1 | Hungría |  |  |

### Francia 1938
Hungría terminó subcampeón.

### Octavos de final
| 5 de junio de 1938 | Hungría | 6-0 | Indias Orientales Neerlandesas |  |  |

### Cuartos de final
| 12 de junio de 1938 | Suiza | 0-2 | Hungría |  |  |

### Semifinales
| 16 de junio de 1938 | Hungría | 5-1 | Suecia |  |  |

### Final
| 19 de junio de 1938 | Hungría | 2-4 | Italia |  |  |

### Brasil 1950
Hungría no se inscribió en el torneo por motivos políticos, como algunas otras selecciones del resto de Europa Oriental.

### Grupo B
Hungría nuevamente quedó subcampeón.
| Equipo           | Pts | PJ | PG | PE | PP | GF | GC | Dif |
| ---------------- | --- | -- | -- | -- | -- | -- | -- | --- |
| Hungría          | 4   | 2  | 2  | 0  | 0  | 17 | 3  | 14  |
| Alemania Federal | 4   | 3  | 2  | 0  | 1  | 14 | 11 | 3   |
| Turquía          | 2   | 3  | 1  | 0  | 2  | 10 | 11 | -1  |
| Corea del Sur    | 0   | 2  | 0  | 0  | 2  | 0  | 16 | -16 |

| 17 de junio de 1954, 18:00 | Hungría | 9:0 (4:0) | Corea del Sur | Hardturm-Stadion, Zúrich                                               |  |
|                            |         |           |               | Asistencia: 18.000 espectadores Árbitro(s): Raymond Vincenti (Francia) |  |

| 20 de junio de 1954, 16:50 | Hungría | 8:3 (3:1) | Alemania Federal | St. Jakob Park, Basilea                                               |  |
|                            |         |           |                  | Asistencia: 65.000 espectadores Árbitro(s): William Ling (Inglaterra) |  |

### Cuartos de final
| 27 de junio de 1954, 17:00 | Hungría | 4:2 (2:1) | Brasil | Wankdorfstadion, Berna                                                |  |
|                            |         |           |        | Asistencia: 60.000 espectadores Árbitro(s): Arthur Ellis (Inglaterra) |  |

### Semifinales
| 30 de junio de 1954, 18:00 | Hungría | 4:2 (1:0, 2:2) (t. s.) | Uruguay | Stade de La Pontaise, Lausana                                        |  |
|                            |         |                        |         | Asistencia: 37.000 espectadores Árbitro(s): Mervyn Griffiths (Gales) |  |

### Final
| 4 de julio de 1954, 17:00 | Alemania Federal | 3:2 (2:2) | Hungría | Wankdorfstadion, Berna                                                |  |
|                           |                  |           |         | Asistencia: 60.000 espectadores Árbitro(s): William Ling (Inglaterra) |  |

### Grupo 3
Hungría quedó eliminada en fase de grupos.
| País    | J | G | E | P | GF | GC | PTS |
| ------- | - | - | - | - | -- | -- | --- |
| Suecia  | 3 | 2 | 1 | 0 | 5  | 1  | 5   |
| Gales   | 3 | 0 | 3 | 0 | 2  | 2  | 3   |
| Hungría | 3 | 1 | 1 | 1 | 6  | 3  | 3   |
| México  | 3 | 0 | 1 | 2 | 1  | 8  | 1   |

| 8 de junio de 1958 | Hungría   | 1-1 | Gales          | Jernvallen, Sandviken, |  |
|                    | Bozsik 5' |     | J. Charles 27' |                        |  |

| 12 de junio de 1958 | Suecia         | 2-1 | Hungría   | Råsunda Stadium, |  |
|                     | Hamrin 34' 55' |     | Tichy 77' |                  |  |

| 15 de junio de 1958 | Hungría                                   | 4-0 | México | Jernvallen, |  |
|                     | Tichy 19' 46' · Sándor 54' · Bencsics 69' |     |        |             |  |

### Desempate
Hungría tuvo que jugar un partido desempate al haber empatado con Gales.
| 17 de junio de 1958 | Gales                         | 2-1 | Hungría   | Råsunda Stadium, |  |
|                     | I. Allchurch 55' · Medwin 76' |     | Tichy 33' |                  |  |

### Grupo 4
Hungría llegó hasta los cuartos de final.
| Equipo     | Pts | PJ | PG | PE | PP | GF | GC | Dif |
| ---------- | --- | -- | -- | -- | -- | -- | -- | --- |
| Hungría    | 5   | 3  | 2  | 1  | 0  | 8  | 2  | 6   |
| Inglaterra | 3   | 3  | 1  | 1  | 1  | 4  | 3  | 1   |
| Argentina  | 3   | 3  | 1  | 1  | 1  | 2  | 3  | -1  |
| Bulgaria   | 1   | 3  | 0  | 1  | 2  | 1  | 7  | -6  |

| 31 de mayo de 1962, 15:00 | Hungría | 2:1 (1:0) | Inglaterra | Estadio Braden Cooper Co., |  |

| 3 de junio de 1962, 15:00 | Hungría | 6:1 (4:0) | Bulgaria | Estadio Braden Cooper Co., |  |

| 6 de junio de 1962, 15:00 | Hungría | 0:0 | Argentina | Estadio Braden Cooper Co., |  |

### Cuartos de final
| 10 de junio de 1962, 14:30 | Checoslovaquia | 1:0 (1:0) | Hungría | Estadio Braden Cooper Co., |  |

### Grupo 3
Hungría quedó eliminada en los cuartos de final.
| País     | J | G | E | P | GF | GC | PTS |
| -------- | - | - | - | - | -- | -- | --- |
| Portugal | 3 | 3 | 0 | 0 | 9  | 2  | 6   |
| Hungría  | 3 | 2 | 0 | 1 | 7  | 5  | 4   |
| Brasil   | 3 | 1 | 0 | 2 | 4  | 6  | 2   |
| Bulgaria | 3 | 0 | 0 | 3 | 1  | 8  | 0   |

| 13 de julio de 1966 | Portugal                              | 3-1 | Hungría  | Old Trafford, Mánchester                                  |                                                           |
|                     | José Augusto 2' 67' · José Torres 90' |     | Bene 60' | Asistencia: 29 886 espectadores Árbitro(s): Leo Callaghan | Asistencia: 29 886 espectadores Árbitro(s): Leo Callaghan |

| 15 de julio de 1966 | Hungría                                   | 3-1 | Brasil     | Goodison Park, Liverpool                                |                                                         |
|                     | Bene 2' · Farkas 64' · Mészöly 73' (pen.) |     | Tostão 14' | Asistencia: 51 387 espectadores Árbitro(s): Ken Dagnall | Asistencia: 51 387 espectadores Árbitro(s): Ken Dagnall |

| 20 de julio de 1966 | Hungría                                     | 3-1 | Bulgaria      | Old Trafford, Mánchester                                       |                                                                |
|                     | Davidov 43' (a.g.) · Mészöly 45' · Bene 54' |     | Asparuhov 15' | Asistencia: 24 129 espectadores Árbitro(s): Roberto Goicoechea | Asistencia: 24 129 espectadores Árbitro(s): Roberto Goicoechea |

### Cuartos de final
| 23 de julio de 1966 | Unión Soviética             | 2-1 | Hungría  | Roker Park, Sunderland                                             |                                                                    |
|                     | Chislenko 5' · Porkujan 46' |     | Bene 57' | Asistencia: 26 844 espectadores Árbitro(s): Juan Gardeazábal Garay | Asistencia: 26 844 espectadores Árbitro(s): Juan Gardeazábal Garay |

### Argentina 78
Para Argentina 78, Hungría volvería al mundial después de 12 años, sin embargo quedó eliminada en fase de grupos.

#### Grupo 1
| Equipo    | Pts | PJ | PG | PE | PP | GF | GC |
| --------- | --- | -- | -- | -- | -- | -- | -- |
| Italia    | 6   | 3  | 3  | 0  | 0  | 6  | 2  |
| Argentina | 4   | 3  | 2  | 0  | 1  | 4  | 3  |
| Francia   | 2   | 3  | 1  | 0  | 2  | 5  | 5  |
| Hungría   | 0   | 3  | 0  | 0  | 3  | 3  | 8  |

| 2 de junio de 1978 | Argentina               | 2:1 (1:1) | Hungría   | Est. Monumental, Buenos Aires                                          |                                                                        |
|                    | Luque 15' · Bertoni 83' |           | Csapó 10' | Asistencia: 71.615 espectadores Árbitro(s): António Garrido (Portugal) | Asistencia: 71.615 espectadores Árbitro(s): António Garrido (Portugal) |

| 6 de junio de 1978 | Italia                                | 3:1 (2:0) | Hungría         | Est. José María Minella, Mar del Plata                              |                                                                     |
|                    | Rossi 34' · Bettega 36' · Benetti 60' |           | Tóth 81' (pen.) | Asistencia: 26.533 espectadores Árbitro(s): Ramón Barreto (Uruguay) | Asistencia: 26.533 espectadores Árbitro(s): Ramón Barreto (Uruguay) |

| 10 de junio de 1978 | Francia                                 | 3:1 (3:1) | Hungría     | Est. José María Minella, Mar del Plata                                    |                                                                           |
|                     | Lopez 22' · Berdoll 37' · Rocheteau 42' |           | Zombori 41' | Asistencia: 23.127 espectadores Árbitro(s): Arnaldo Cézar Coelho (Brasil) | Asistencia: 23.127 espectadores Árbitro(s): Arnaldo Cézar Coelho (Brasil) |

### Grupo C
En este mundial, Hungría haría la mayor goleada de los mundiales, sin embargo a pesar de eso quedó eliminada en fase de grupos.
| Selección   | Pts. | PJ | PG | PE | PP | GF | GC | Dif. |
| ----------- | ---- | -- | -- | -- | -- | -- | -- | ---- |
| Bélgica     | 5    | 3  | 2  | 1  | 0  | 3  | 1  | 2    |
| Argentina   | 4    | 3  | 2  | 0  | 1  | 6  | 2  | 4    |
| Hungría     | 3    | 3  | 1  | 1  | 1  | 12 | 6  | 6    |
| El Salvador | 0    | 3  | 0  | 0  | 3  | 1  | 13 | -12  |

| 15 de junio de 1982, 21:00                                                                            | Hungría                                                                                         | 10:1 (3:0) | El Salvador | Nuevo Estadio, Elche                                                |                                                                     |
| | Nyilasi 4', 83' · Pölöskei 11' · Fazekas 23', 54' · Tóth 50' · Kiss 69', 72', 76' · Szentes 70' |            | Ramírez 64' | Asistencia: 23.000 espectadores Árbitro(s): Ebrahim Al Doy (Baréin) | Asistencia: 23.000 espectadores Árbitro(s): Ebrahim Al Doy (Baréin) |
| El 10-1 de Hungría a El Salvador pasaría a ser la mayor goleada en la historia de las Copas del Mundo |                                                                                                 |            |             |                                                                     |                                                                     |

| 18 de junio de 1982, 21:00 | Argentina                                     | 4:1 (2:0) | Hungría      | Estadio José Rico Pérez, Alicante                                    |                                                                      |
|                            | Bertoni 26' · Maradona 28', 57' · Ardiles 60' |           | Pölöskei 76' | Asistencia: 32.093 espectadores Árbitro(s): Belaid Lacarne (Argelia) | Asistencia: 32.093 espectadores Árbitro(s): Belaid Lacarne (Argelia) |

| 22 de junio de 1982, 21:00                            | Bélgica           | 1:1 (0:1) | Hungría   | Nuevo Estadio, Elche                                                 |                                                                      |
|                                                       | Czerniatynski 76' |           | Varga 27' | Asistencia: 37.000 espectadores Árbitro(s): Clive White (Inglaterra) | Asistencia: 37.000 espectadores Árbitro(s): Clive White (Inglaterra) |
| Primera clasificación a la siguiente fase de Bélgica. |                   |           |           |                                                                      |                                                                      |

Hungría obtuvo su peor resultado en este mundial tras perder con la Unión Soviética 6:0 en contra.
| País            | J | G | E | P | GF | GC | GD | Pts |
| --------------- | - | - | - | - | -- | -- | -- | --- |
| Unión Soviética | 3 | 2 | 1 | 0 | 9  | 1  | +8 | 5   |
| Francia         | 3 | 2 | 1 | 0 | 5  | 1  | +4 | 5   |
| Hungría         | 3 | 1 | 0 | 2 | 2  | 9  | −7 | 2   |
| Canadá          | 3 | 0 | 0 | 3 | 0  | 5  | −5 | 0   |
|                 |   |   |   |   |    |    |    |     |

| 2 de junio de 1986 | Unión Soviética                                                                                    | 6-0 | Hungría | Estadio Sergio León Chávez, Irapuato                      |                                                           |
|                    | Yakovenko 2' · Aleinikov 4' · Belanov 24' (pen.) · Yaremchuk 66' · Dajka 73' (a.g.) · Rodionov 80' |     |         | Asistencia: 16 500 espectadores Árbitro(s): Luigi Agnolin | Asistencia: 16 500 espectadores Árbitro(s): Luigi Agnolin |

| 6 de junio de 1986 | Hungría                   | 2-0 | Canadá | Estadio Sergio León Chávez, Irapuato                        |                                                             |
|                    | Esterházy 2' · Détári 75' |     |        | Asistencia: 13 800 espectadores Árbitro(s): Jamal Al Sharif | Asistencia: 13 800 espectadores Árbitro(s): Jamal Al Sharif |

| 9 de junio de 1986 | Hungría | 0-3 | Francia                                  | Estadio Nou Camp, León                                           |                                                                  |
|                    |         |     | Stopyra 29' · Tigana 62' · Rocheteau 84' | Asistencia: 31 420 espectadores Árbitro(s): Carlos Silva Valente | Asistencia: 31 420 espectadores Árbitro(s): Carlos Silva Valente |

## Estadísticas
| Año   | Ronda            | Posición       | PJ             | PG             | PE             | PP             | GF             | GC             | Dif.           | Goleador                |
| ----- | ---------------- | -------------- | -------------- | -------------- | -------------- | -------------- | -------------- | -------------- | -------------- | ----------------------- |
| 1930  | No la disputó    | No la disputó  | No la disputó  | No la disputó  | No la disputó  | No la disputó  | No la disputó  | No la disputó  | No la disputó  | No la disputó           |
| 1934  | Cuartos de final | 6.º            | 2              | 1              | 0              | 1              | 5              | 4              | +1             | Geza Toldi:2            |
| 1938  | Subcampeón       | 2.º            | 4              | 3              | 0              | 1              | 15             | 5              | +10            | Zsengellér y Sárosi:5   |
| 1950  | No participó     | No participó   | No participó   | No participó   | No participó   | No participó   | No participó   | No participó   | No participó   | No participó            |
| 1954  | Subcampeón       | 2.º            | 5              | 4              | 0              | 1              | 27             | 10             | +17            | Sándor Kocsis:11        |
| 1958  | Primera fase     | 10.º           | 4              | 1              | 1              | 2              | 7              | 5              | +2             | Lajos Tichy:4           |
| 1962  | Cuartos de final | 5.º            | 4              | 2              | 1              | 1              | 8              | 3              | +5             | Flórián Albert:4        |
| 1966  | Cuartos de final | 6.º            | 4              | 2              | 0              | 2              | 8              | 7              | +1             | Ferenc Bene:4           |
| 1970  | No clasificó     | No clasificó   | No clasificó   | No clasificó   | No clasificó   | No clasificó   | No clasificó   | No clasificó   | No clasificó   | No clasificó            |
| 1974  | No clasificó     | No clasificó   | No clasificó   | No clasificó   | No clasificó   | No clasificó   | No clasificó   | No clasificó   | No clasificó   | No clasificó            |
| 1978  | Primera fase     | 15.º           | 3              | 0              | 0              | 3              | 3              | 8              | -5             | Csapó, Tóth y Zombori:1 |
| 1982  | Primera fase     | 14.º           | 3              | 1              | 1              | 1              | 12             | 6              | +6             | László Kiss:3           |
| 1986  | Primera fase     | 18.º           | 3              | 1              | 0              | 2              | 2              | 9              | -7             | Esterházy y Détári:1    |
| 1990  | No clasificó     | No clasificó   | No clasificó   | No clasificó   | No clasificó   | No clasificó   | No clasificó   | No clasificó   | No clasificó   | No clasificó            |
| 1994  | No clasificó     | No clasificó   | No clasificó   | No clasificó   | No clasificó   | No clasificó   | No clasificó   | No clasificó   | No clasificó   | No clasificó            |
| 1998  | No clasificó     | No clasificó   | No clasificó   | No clasificó   | No clasificó   | No clasificó   | No clasificó   | No clasificó   | No clasificó   | No clasificó            |
| 2002  | No clasificó     | No clasificó   | No clasificó   | No clasificó   | No clasificó   | No clasificó   | No clasificó   | No clasificó   | No clasificó   | No clasificó            |
| 2006  | No clasificó     | No clasificó   | No clasificó   | No clasificó   | No clasificó   | No clasificó   | No clasificó   | No clasificó   | No clasificó   | No clasificó            |
| 2010  | No clasificó     | No clasificó   | No clasificó   | No clasificó   | No clasificó   | No clasificó   | No clasificó   | No clasificó   | No clasificó   | No clasificó            |
| 2014  | No clasificó     | No clasificó   | No clasificó   | No clasificó   | No clasificó   | No clasificó   | No clasificó   | No clasificó   | No clasificó   | No clasificó            |
| 2018  | No clasificó     | No clasificó   | No clasificó   | No clasificó   | No clasificó   | No clasificó   | No clasificó   | No clasificó   | No clasificó   | No clasificó            |
| 2022  | No clasificó     | No clasificó   | No clasificó   | No clasificó   | No clasificó   | No clasificó   | No clasificó   | No clasificó   | No clasificó   | No clasificó            |
| 2026  | Por disputarse   | Por disputarse | Por disputarse | Por disputarse | Por disputarse | Por disputarse | Por disputarse | Por disputarse | Por disputarse | Por disputarse          |
| Total | 9/22             | 15.º           | 32             | 15             | 3              | 14             | 87             | 57             | +30            | Sándor Kocsis:11        |

### Por rivales
| Partidos de la Copa Mundial de Fútbol (por rival) | Partidos de la Copa Mundial de Fútbol (por rival) | Partidos de la Copa Mundial de Fútbol (por rival) | Partidos de la Copa Mundial de Fútbol (por rival) | Partidos de la Copa Mundial de Fútbol (por rival) | Partidos de la Copa Mundial de Fútbol (por rival) | Partidos de la Copa Mundial de Fútbol (por rival) |
| Rivales                                           | Partidos ganados                                  | Partidos empatados                                | Partidos perdidos                                 | Partidos jugados                                  | Goles a favor                                     | Goles en contra                                   |
| ------------------------------------------------- | ------------------------------------------------- | ------------------------------------------------- | ------------------------------------------------- | ------------------------------------------------- | ------------------------------------------------- | ------------------------------------------------- |
| Argentina                                         | 0                                                 | 1                                                 | 2                                                 | 3                                                 | 2                                                 | 6                                                 |
| Austria                                           | 0                                                 | 0                                                 | 1                                                 | 1                                                 | 1                                                 | 2                                                 |
| Bélgica                                           | 0                                                 | 1                                                 | 0                                                 | 1                                                 | 1                                                 | 1                                                 |
| Brasil                                            | 2                                                 | 0                                                 | 0                                                 | 2                                                 | 7                                                 | 3                                                 |
| Bulgaria                                          | 2                                                 | 0                                                 | 0                                                 | 2                                                 | 9                                                 | 2                                                 |
| Canadá                                            | 1                                                 | 0                                                 | 0                                                 | 1                                                 | 2                                                 | 0                                                 |
| Checoslovaquia                                    | 0                                                 | 0                                                 | 1                                                 | 1                                                 | 0                                                 | 1                                                 |
| Indias Orientales Neerlandesas                    | 1                                                 | 0                                                 | 0                                                 | 1                                                 | 6                                                 | 0                                                 |
| Egipto                                            | 1                                                 | 0                                                 | 0                                                 | 1                                                 | 4                                                 | 2                                                 |
| El Salvador                                       | 1                                                 | 0                                                 | 0                                                 | 1                                                 | 10                                                | 1                                                 |
| Inglaterra                                        | 1                                                 | 0                                                 | 0                                                 | 1                                                 | 2                                                 | 1                                                 |
| Francia                                           | 0                                                 | 0                                                 | 2                                                 | 2                                                 | 1                                                 | 6                                                 |
| Italia                                            | 0                                                 | 0                                                 | 2                                                 | 2                                                 | 3                                                 | 7                                                 |
| México                                            | 1                                                 | 0                                                 | 0                                                 | 1                                                 | 4                                                 | 0                                                 |
| Portugal                                          | 0                                                 | 0                                                 | 1                                                 | 1                                                 | 1                                                 | 3                                                 |
| República de Corea                                | 1                                                 | 0                                                 | 0                                                 | 1                                                 | 9                                                 | 0                                                 |
| Unión Soviética                                   | 0                                                 | 0                                                 | 2                                                 | 2                                                 | 1                                                 | 8                                                 |
| Suecia                                            | 1                                                 | 0                                                 | 1                                                 | 2                                                 | 6                                                 | 3                                                 |
| Suiza                                             | 1                                                 | 0                                                 | 0                                                 | 1                                                 | 2                                                 | 0                                                 |
| Uruguay                                           | 1                                                 | 0                                                 | 0                                                 | 1                                                 | 4                                                 | 2                                                 |
| Gales                                             | 0                                                 | 1                                                 | 1                                                 | 2                                                 | 2                                                 | 3                                                 |
| Alemania Federal                                  | 1                                                 | 0                                                 | 1                                                 | 2                                                 | 10                                                | 6                                                 |